# Matt Morgan
Matthew Thomas Morgan (født 10. september 1976), bedre kendt under ringnavnet "The Blueprint" Matt Morgan, er en amerikansk wrestler, der er på kontrakt i Total Nonstop Action Wrestling (TNA). 
Matt Morgan har tidligere spillet basketball, men han skrev i 2002 kontrakt med World Wrestling Entertainment (WWE), hvor han wrestlede indtil 2005. I 2007 skrev han kontrakt med Total Nonstop Action Wrestling, hvor han vandt TNA World Tag Team Championship sammen med Hernandez. I 2010 sluttede han sig til heel-gruppen Fortune med bl.a. Ric Flair i spidsen, men senere samme år forlod han gruppen og fik en VM-titelkamp mod Jeff Hardy ved TNA's Final Resolution i december 2010, som han dog tabte. 